# Emily Perkins (Schriftstellerin)

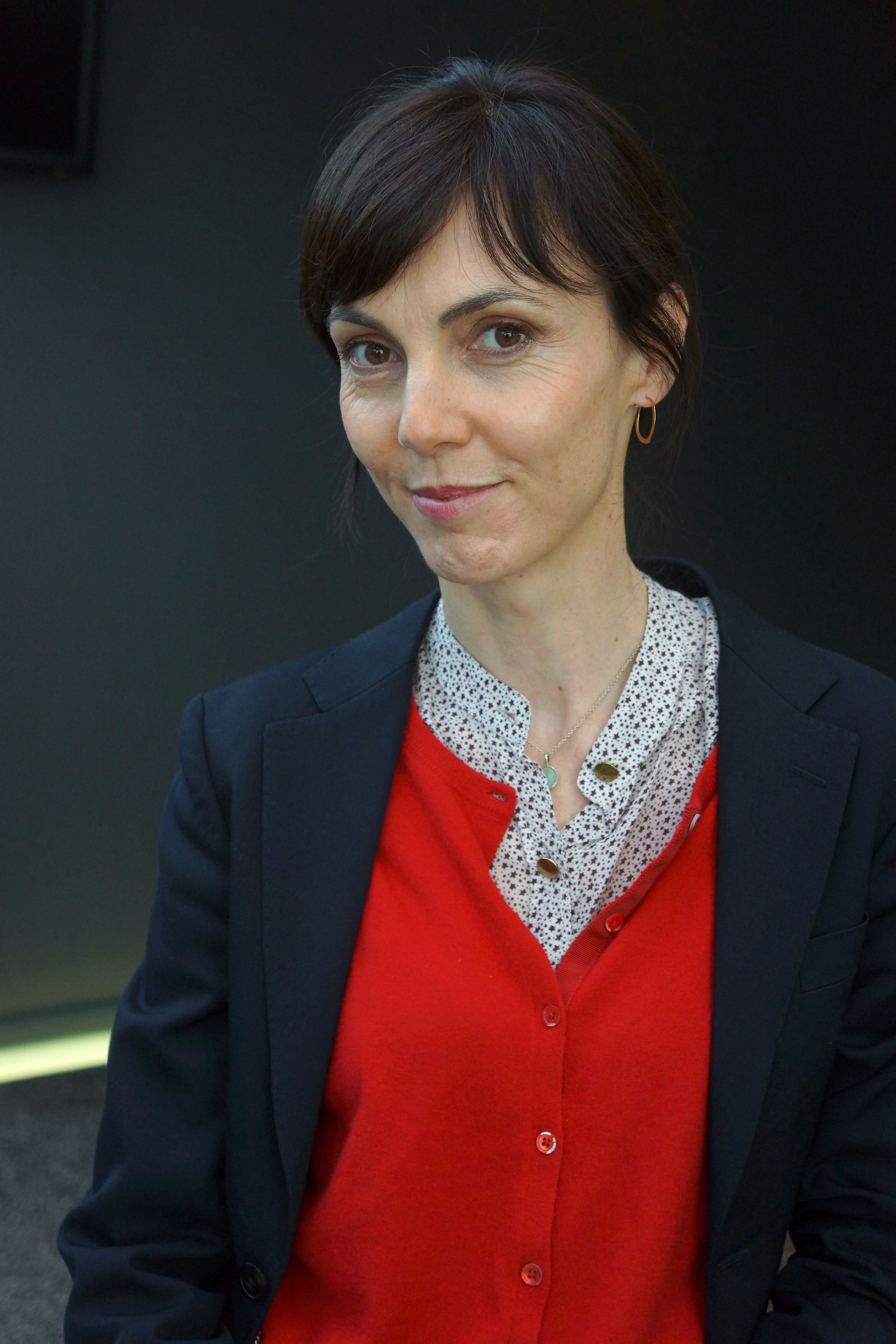
Emily Perkins (2012)

Emily Justine Perkins MNZM (* 1970 in Christchurch, Neuseeland) ist eine neuseeländische Schriftstellerin.

## Leben
Emily Perkins wuchs in Auckland und Wellington auf. Nach einer Ausbildung an der New Zealand Drama School und wenig Erfolg als Schauspielerin, außer einigen Engagements am Theater und beim Fernsehen, studierte sie Kreatives Schreiben bei Bill Manhire an der Victoria University of Wellington. Mit ihrem Abschluss 1993 zog sie ein Jahr später nach London, wo sie zehn Jahre lang lebte. Sie arbeitete kurzzeitig für Bloomsbury Publishing und schrieb über mehrere Jahre hinweg eine Kolumne für den Independent on Sunday.
Mit der Kurzgeschichtensammlung Not Her Real Name and Other Stories debütierte sie 1996 als Schriftstellerin. Das Buch wurde von der Kritik gelobt und sie erhielt eine Nominierung für den New Zealand Book Award und wurde 1997 mit dem Geoffrey Faber Memorial Prize ausgezeichnet. Ihr erster Roman Leave Before You Go erschien zwei Jahre später beim britischen Verlag Picador. Nach einer Übersetzung von Angela Schumitz erschien es im Folgejahr unter dem deutschen Titel Das Blau im Auge der Biene im Münchener Verlag Droemer Knaur. Für ihren dritten Roman Novel About My Wife, welcher 2009 nach einer Übersetzung von Ulrike Thiesmeyer unter dem Titel Roman über meine Frau bei Bloomsbury Berlin erschien, wurde sie mit dem Believer Book Award ausgezeichnet.
Perkins ist mit dem Künstler Karl Maughan verheiratet. Das Paar hat drei gemeinsame Kinder und lebt in Auckland.

## Werke (Auswahl)
- Not Her Real Name and Other Stories. 1996.
- Leave Before You Go. 1998.
  - Deutsch: Das Blau im Auge der Biene. Droemer Knaur, München 1999, ISBN 3-426-61099-X.
- The New Girl. 2002.
- Novel About My Wife. 2008.
  - Deutsch: Roman über meine Frau. Bloomsbury Berlin, Berlin 2009, ISBN 978-3-8270-0806-0.
- The Forrests. 2012.
  - Deutsch: Die Forrests. Berlin-Verlag, Berlin 2012, ISBN  978-3-8270-1076-6.